# SKTC
SKTC – polski zespół hardcore'owy założony w połowie 1988 roku przez Zbigniewa „Ciape” Hołdysa i Ireneusza „Tulipana” Partykę w Czechowicach-Dziedzicach. W 1990 zespół wydał półgodzinną Kasetę Demo. Zyskała ona dużą popularność w środowisku. Zespół często bywa określany mianem „Legendy Podbeskidzkiego hardcore'u”. SKTC jest przedstawicielem polskiej sceny niezależnej.

## Historia
SKTC zostało założone w Czechowicach-Dziedzicach w roku 1989 przez Zbigniewa „Ciapę” Hołdysa (nie mylić z założycielem grupy Perfect) oraz Ireneusza „Tulipana” Partykę (właściciela pubu „Tulipan”, obecnie „Primus”). Pierwszy skład grupy przedstawiał się następująco: Tulipan  (wokal), Ciapa (gitara basowa), Sebastian (instrumenty perkusyjne), Kondzioł (gitara prowadząca). Rok kolejny był okresem rewolucyjnych zmian w Europie i Polsce, co odbiło się także w świecie muzycznym. Od tamtej pory nie trzeba było kryć swoich poglądów, co miało wpływ na teksty zespołu.
W początkach lat 90. zespół gra bardzo wiele koncertów, a w 1991 roku rejestruje swój pierwszy materiał w zaimprowizowanym studiu w Bielsku-Białej. Tak właśnie powstała „Kaseta Demo”. Jakość dema nie była zbyt wysoka. Materiał stał się bardzo popularny w środowisku punkowym, co zaowocowało serią koncertów.
Pierwsze lata nastąpiło wiele zmian w składzie zespołu. Na początku odszedł Sebastian, a na jego miejsce zjawił się brat Kondzioła. Pod koniec 1991 roku w rodzinnym mieście zespołu odbył się pierwszy koncert. Zagrali na nim także Brudy, Sick Brain oraz Ulica. W wyniku kolejnych zmian personalnych w zespole zostają już tylko Ciapa i Tulipan. Już po kilku tygodniach grają z Armią koncert w Bielsku-Białej. Perkusją tym razem zarządza Marcin (z Trzebini), a gitarzystami Żonkil i Józek znany z Gangreny. W tym składzie zespół wyrusza na trasę koncertową, zwaną „Potopem Szwedzkim” (ze względu na dużą ilość zespołów ze Szwecji).
Po powrocie z koncertowego maratonu zespół nagrał kolejną płytę, tym razem w studiu Złota Skała, należącym do Roberta Brylewskiego. Materiał został wydany pod nazwą „Pochodnia” przez wydawnictwo „Nikt nic nie wie”.
W trakcie nagrywania albumu Żonkil odszedł z zespołu, a na jego miejsce przybył Jacek Sokołowski, z zawodu nauczyciel języka angielskiego. Gra on w zespole do dziś. Promocja nowego wydawnictwa rozpoczęła się od koncertu w Chorzowie wraz z zespołem Acid Drinkers. Później nastąpiła seria koncertów z Post Regimentem.
W roku 1993 SKTC znów koncertuje w ramach „Potopu Szwedzkiego”. Gdy trasa dobiegła końca nastąpiły kolejne zmiany w składzie. Odeszli Józek i Marcin, a na ich miejscach zasiedli Bambus oraz Karpek. Skład ten działał przez pół roku nagrywając demo „Pod Wypłowiałym Słońcem”. Po kilku miesiącach zespół zmienił wokalistę. Miejsce Tulipana zajmuje Bala, a zespół zmienia nazwę na Lunatic Asylum. Po kilku tygodniach zespół się rozpadł. Na przełomie 1994/1995 roku Tulipan zaczął historię od początku. Skład był następujący: Tulipan (wokal), Ciapa (gitara basowa), Jacek Sokołowski (gitara prowadząca), Prota (gitara prowadząca) oraz Gruby (perkusja). SKTC wróciło, grając koncerty z Armią, Dezerterem, Izraelem oraz z wieloma innymi kapelami.
W 1996 roku zespół zarejestrował materiał na album „Odmienne Stany Świadomości”. Wydanie albumu nie zostało podparte trasą koncertową. Znów przyszedł czas na zmiany personalne. Odchodzi Ciapa zastąpiony przez Jarka Pisarka. W tym składzie zespół działał przez 5 lat, sporo koncertując. SKTC rejestruje w studiu nowy materiał. W międzyczasie z zespołu ostatecznie odchodzi Tulipan, a jego miejsce zajmuje Owski (Dariusz Jaworowski), charyzmatyczny frontman Gangreny. Rok później następuje ostatnia, jak do tej pory, zmiana w składzie – Jarka zastępuje znany z Eye For An Eye  Simon.

## Skład

### Pierwszy skład
- Ireneusz „Tulipan” Partyka – wokal,
- Zbigniew „Ciapa” Hołdys – bas,
- Sebastian – perkusja,
- Kondzioł – gitara elektryczna.

### Obecny skład
- Owski – wokal,
- Gruby – perkusja,
- Simon – bas,
- Jacek Sokołowski – gitara elektryczna.

## Dyskografia
- 1990 – Kaseta Demo
- 1992 – Pochodnia
- 1994 – Pod wypłowiałym słońcem
- 1997 – Odmienne stany świadomości
- 2000 – Lost tapes
- 2000 – Live 2000
- 2002 – Live 2002
- 2007 – Na Drugi Brzeg
- 2008 – Krwawa Zabawa
- 2011 – Herezje